# Petrothrincus triangularis
Petrothrincus triangularis är en nattsländeart som först beskrevs av Hagen 1864.  Petrothrincus triangularis ingår i släktet Petrothrincus och familjen Petrothrincidae. Inga underarter finns listade i Catalogue of Life.